# 起酥油

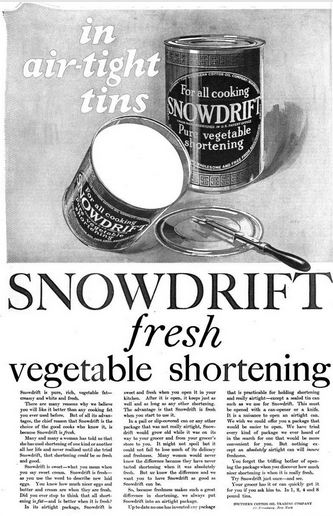
1919年广告《女人的家庭伴侣》

起酥油（英語：Shortening），学名为白油，指广泛用于烘焙面食中，为了使食品口感松脆而加入的各种油脂。为了操作方便，理想的起酥油在室温下应呈半固体状。在现代工业技术发展成熟之前，起酥一般是动物脂肪。
起酥油的作用是阻碍面团中形成长链穀蛋白（麵筋），并且直接使面团交界面潤滑。

## 常见起酥油
- 西方传统上用黄油（牛角包等酥皮類食物）及猪油。
- 華人传统慣用猪油，用量不大的时候偶尔也用液体植物油（例如葱油饼中）。
- 20世纪以来，还使用氢化植物油。但部分氢化（完全氢化则产品过于坚硬）的工艺造成的反式脂肪，其心血管疾病等疾病風險高於飽和脂肪。因而使用范围正在减小。
- 使用高饱和度的天然植物油，例如棕榈油、椰子油调配的起酥油，不含反式脂肪，但含大量飽和脂肪，與使用傳統動物油一樣亦會增加心血管疾病風險。